# 올레흐 베르냐예우
올레흐 유리요비치 베르냐예우(우크라이나어: Оле́г Ю́рійович Верня́єв, 1993년 9월 29일~)는 우크라이나의 체조 선수이다. 2016년 하계 올림픽에서 남자 평행봉 금메달과 개인종합 은메달을 획득했다.

## 수훈
- 우크라이나 공로장 2급(2019년 7월 15일)
- 우크라이나 공로장 3급(2016년 10월 4일)
- 다닐로 할리츠키 훈장(2013년 7월 25일)